# Jezero (crater)

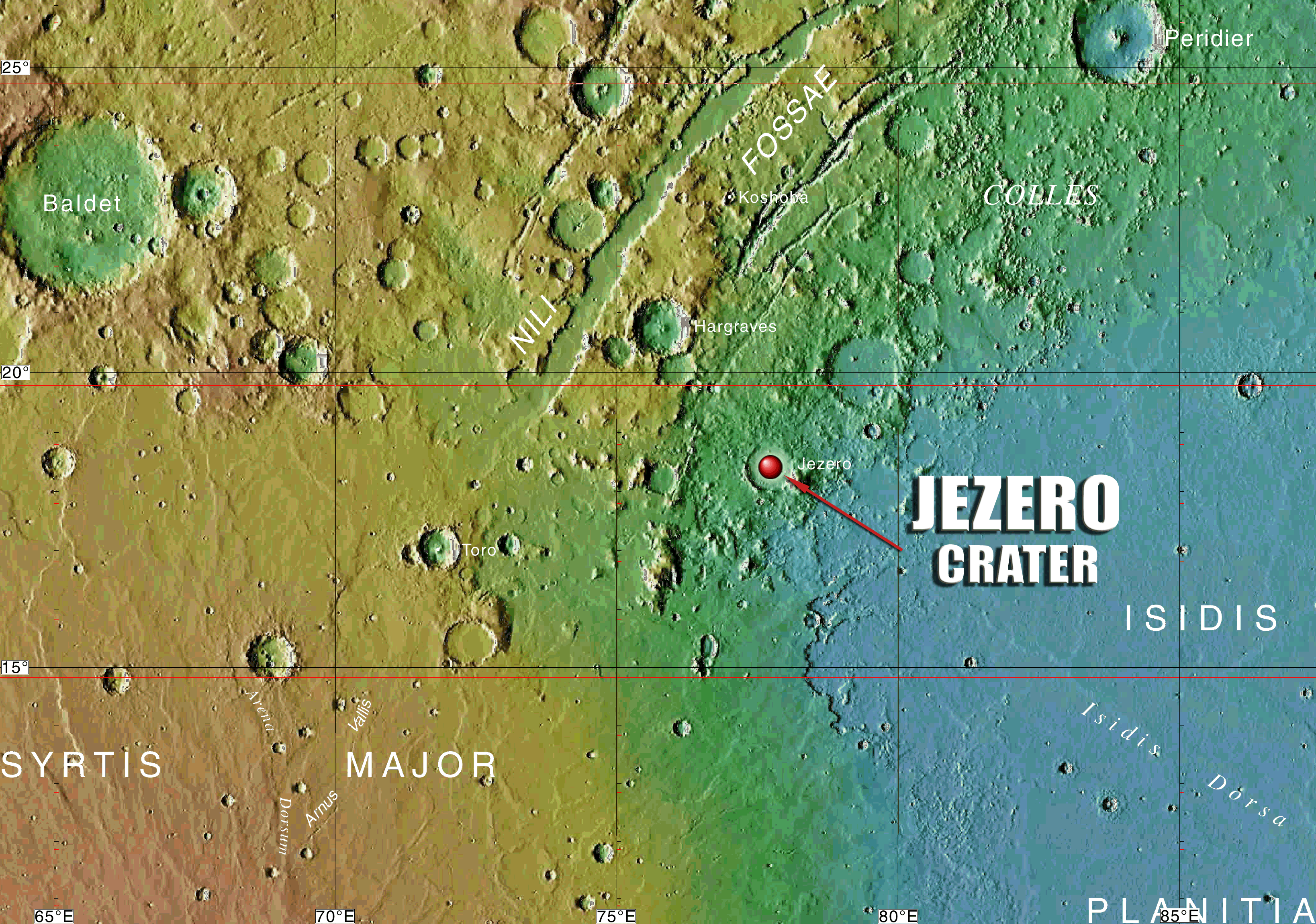
Craterul Jezero de la marginea bazinului Isidis

Jezero este un crater de pe Marte situat la 18°23′N 77°35′E / 18.38°N 77.58°E în patrulaterul Syrtis Major. Diametrul craterului este de aproximativ 49 de kilometri. Se crede că odinioară a fost inundat cu apă, craterul conține un depozit de tip deltă bogat în argilă. Lacul din crater era prezent atunci când pe Marte se formau rețele de jgheaburi. Dintr-un studiu al deltei și al canalelor, s-a concluzionat că lacul din interiorul craterului s-a format probabil într-o perioadă în care a existat o scurgere continuă a suprafeței. 

În 2007, în urma descoperirii vechiului său lac, craterul a fost numit după localitatea Jezero  din Bosnia și Herțegovina, unul dintre mai multe orașe omonime din țară. În mai multe limbi slave, cuvântul jezero înseamnă „lac”.
În noiembrie 2018, s-a anunțat că Jezero a fost ales ca locul de aterizare pentru roverul Perseverance , ca parte a misiunii Mars 2020 a NASA.
În noiembrie 2020, s-au găsit dovezi ale căderilor de bolovani pe versanții zăcămintelor deltei, roveul fiind planificat să le exploreze, pe peretele Jezero însuși, precum și pe peretele unui mic crater de 2 km în diametru pe suprafața lui Jezero. Perseverance a aterizat cu succes în crater la 18 februarie 2021.

## Crater
Este posibil ca viața să se fi dezvoltat în crater, deoarece se crede că lacul a fost de lungă durată; este posibil ca delta să fi necesitat o perioadă cuprinsă între 1.000.000 și 10.000.000 de ani pentru a se forma. În crater și în jurul craterului au fost detectate minerale de argilă. Argila se formează în prezența apei, astfel că această zonă probabil a avut odată apă și poate viață în cele mai vechi timpuri. Pe alocuri suprafața este crăpată în modele poligonale. Astfel de forme apar adesea atunci când argila se usucă. Aceste modele pot fi văzute în imaginea de mai jos. Imaginea arată un canal care transporta apă și sedimente în craterul Jezero.
Cercetătorii au descris într-o lucrare, publicată în martie 2015, cum a existat un vechi sistem de lacuri marțiene în craterul Jezero. Studiul a avansat ideea că apa a umplut craterul de cel puțin două ori separat. Există două canale pe laturile de nord și de vest ale craterului care probabil l-au alimentat cu apă;fiecare dintre aceste canale are un depozit asemănător unei delte în care sedimentele erau transportate de apă și depozitate în lac. Este de așteptat ca acele cratere cu un anumit diametru să aibă o anumită adâncime; dacă adâncimea este mai mică înseamnă că sedimentul a intrat în crater. Calculele sugerează că Jezero poate deține aproximativ un kilometru de sedimente. Majoritatea sedimentelor ar fi putut fi aduse de canale.

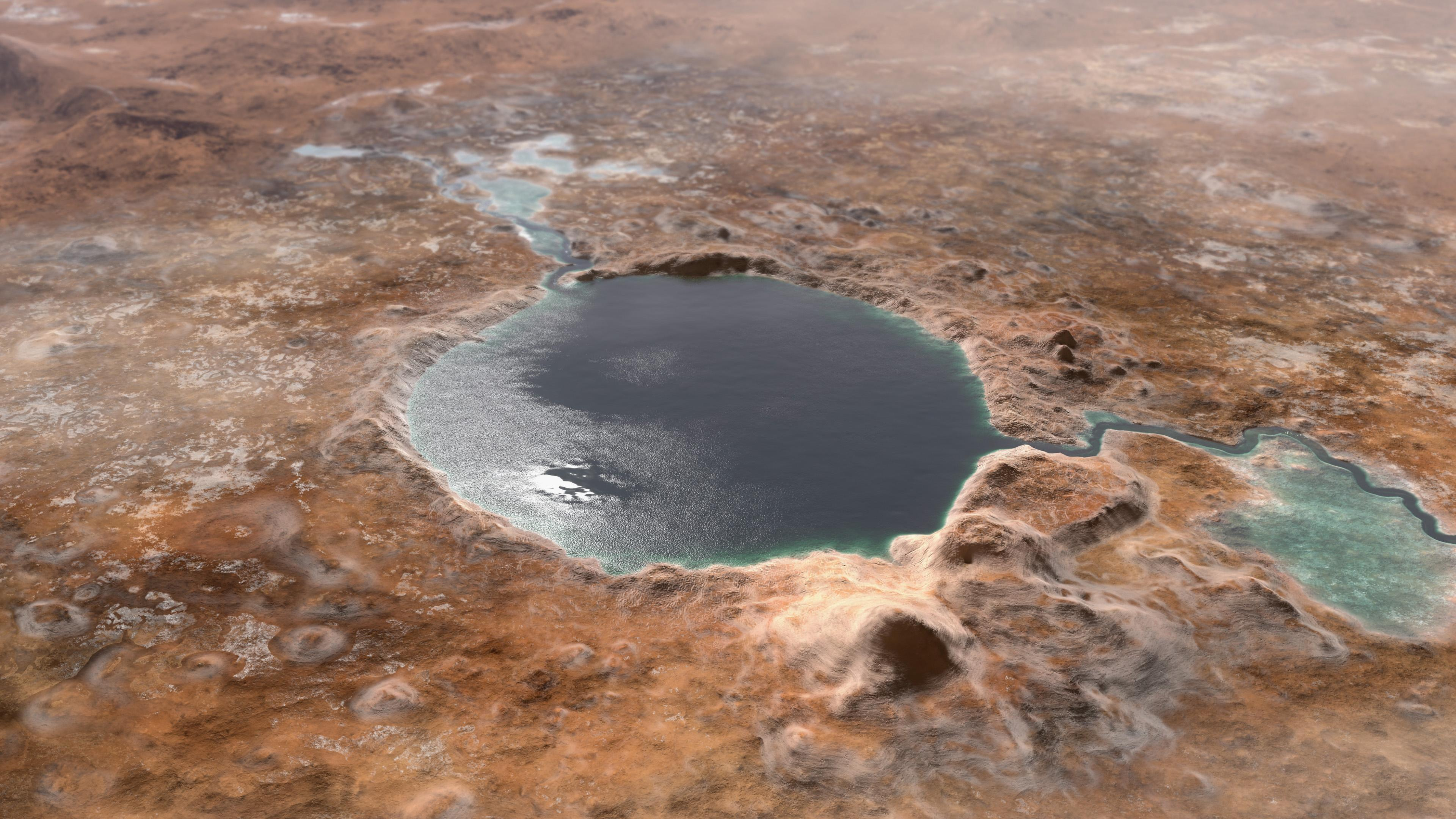
Craterul Jezero în trecut (concept artistic)

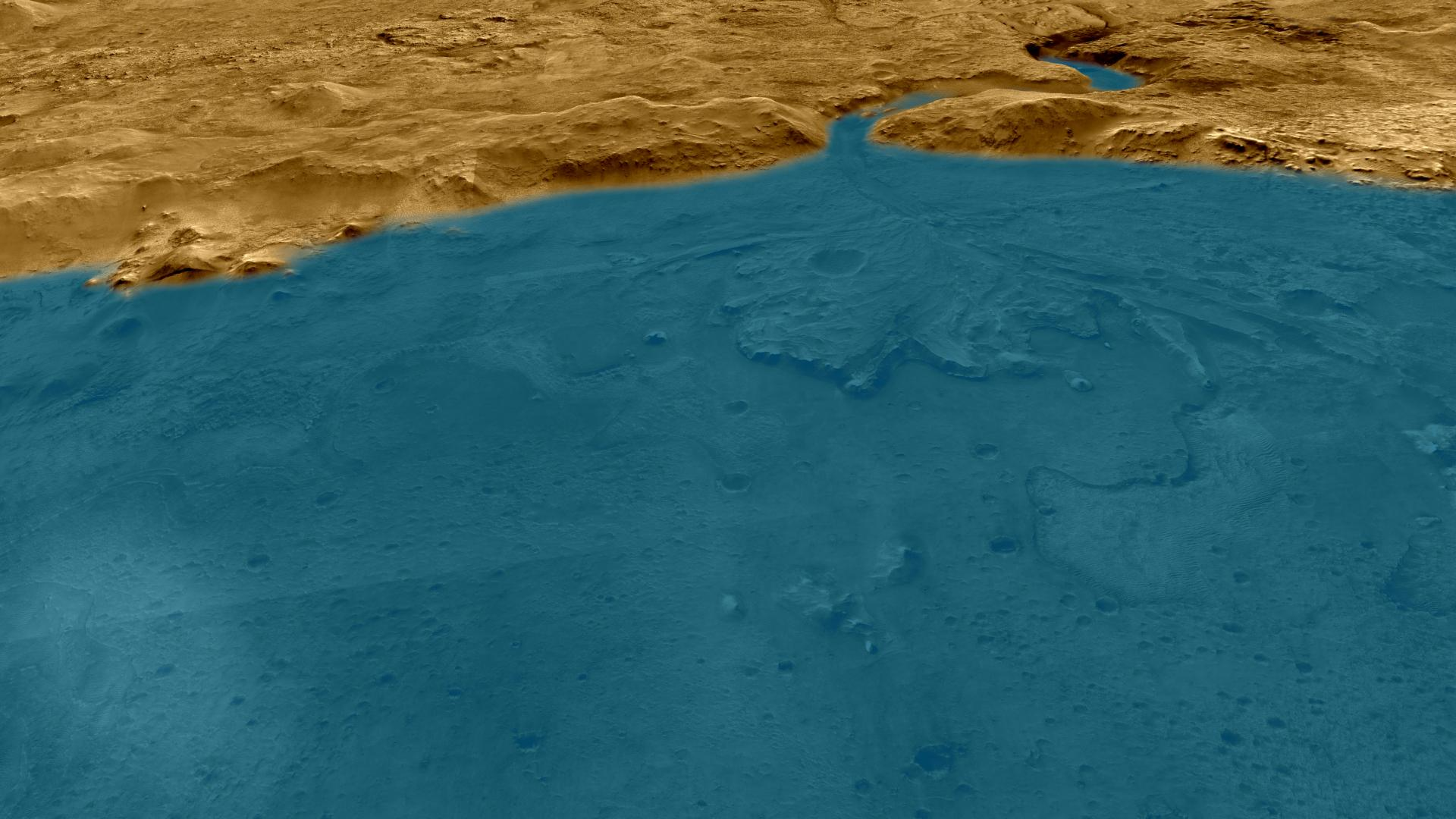
Lacul craterului Jezero acum miliarde de ani în urmă (concept artistic)

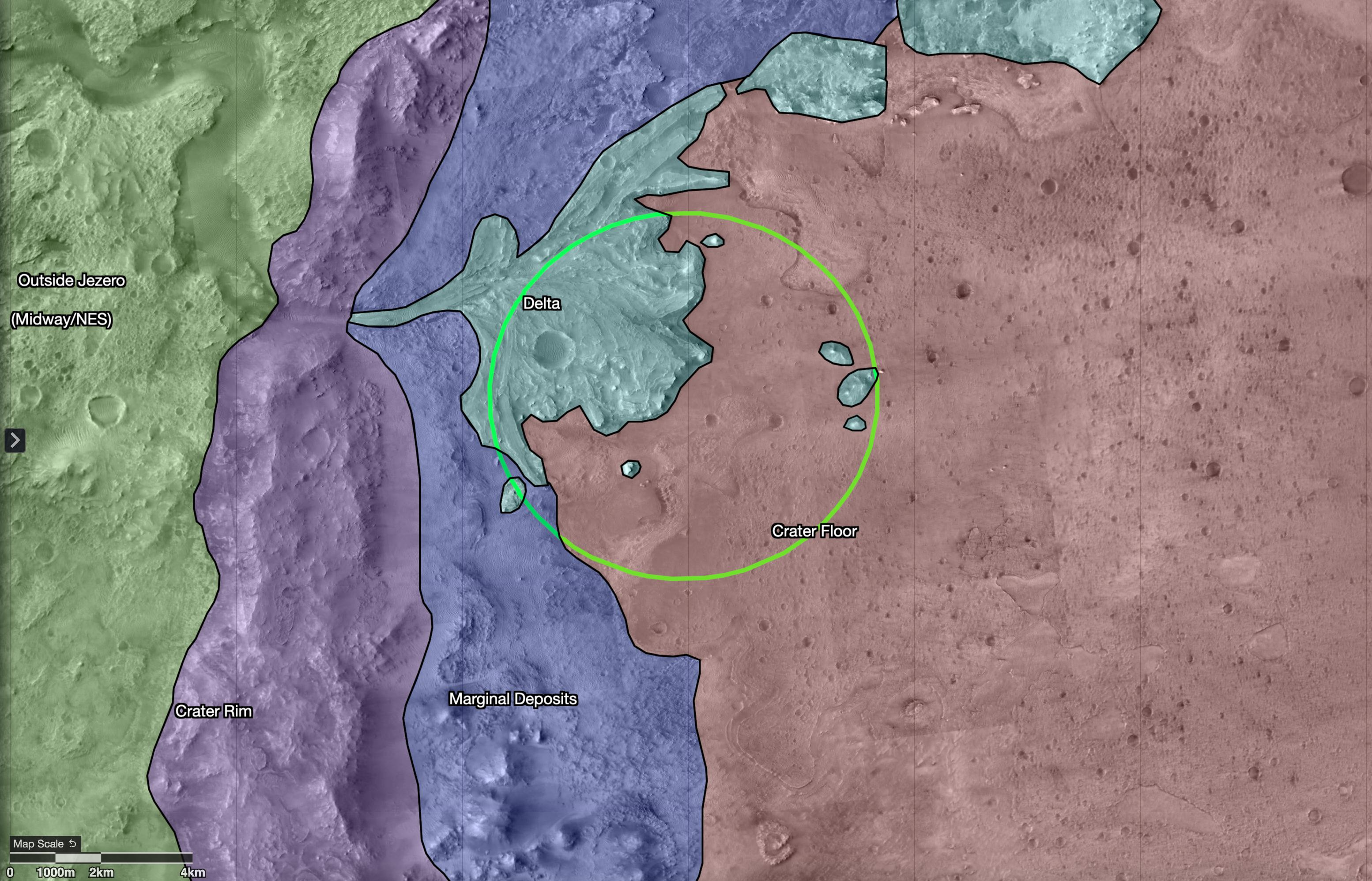
Harta craterului Jezero (cercul verde: elipsa de aterizare a roverului) (15 iulie 2020)

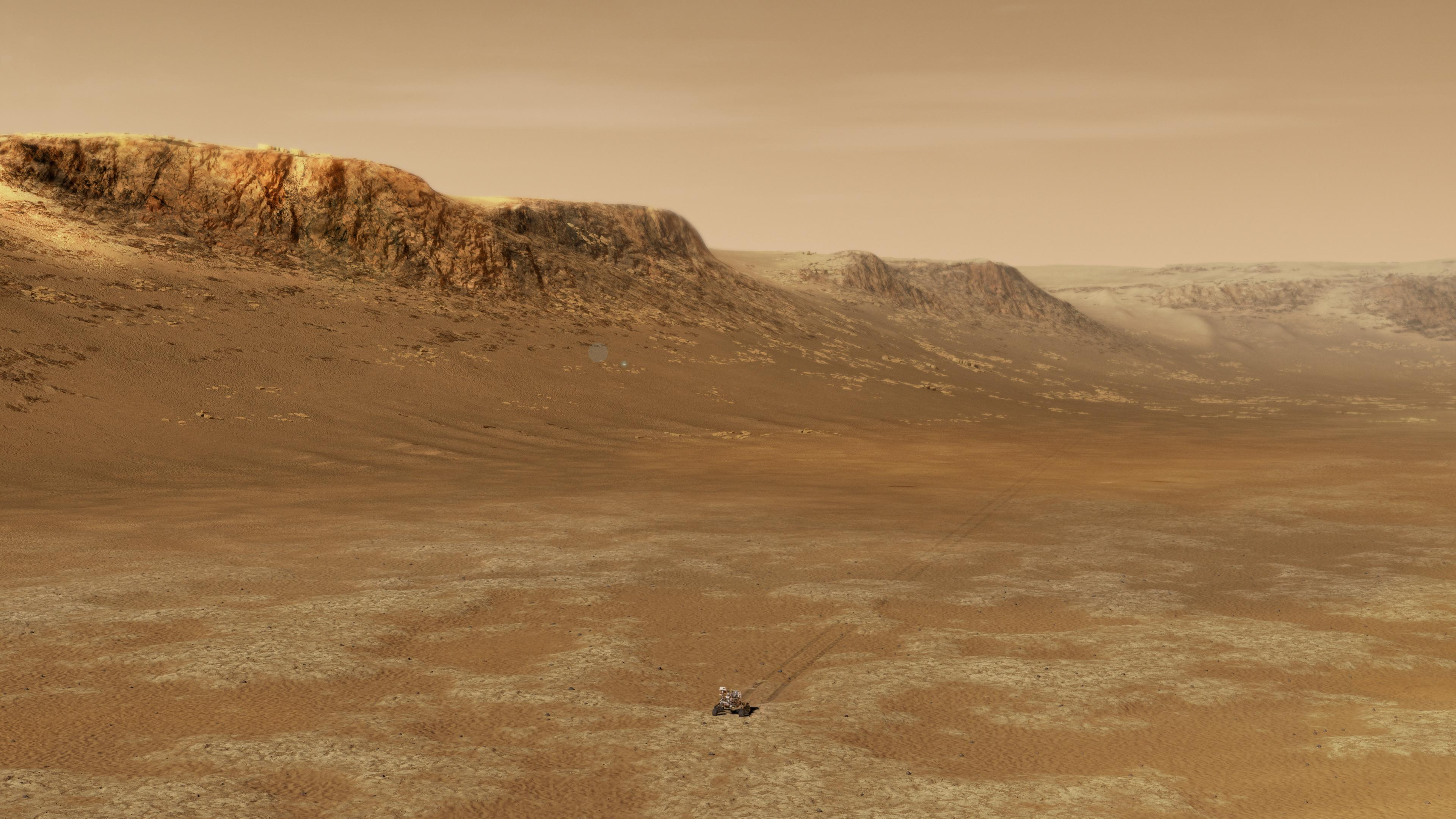
Roverul Perseverance în craterul Jezero (concept artistic)

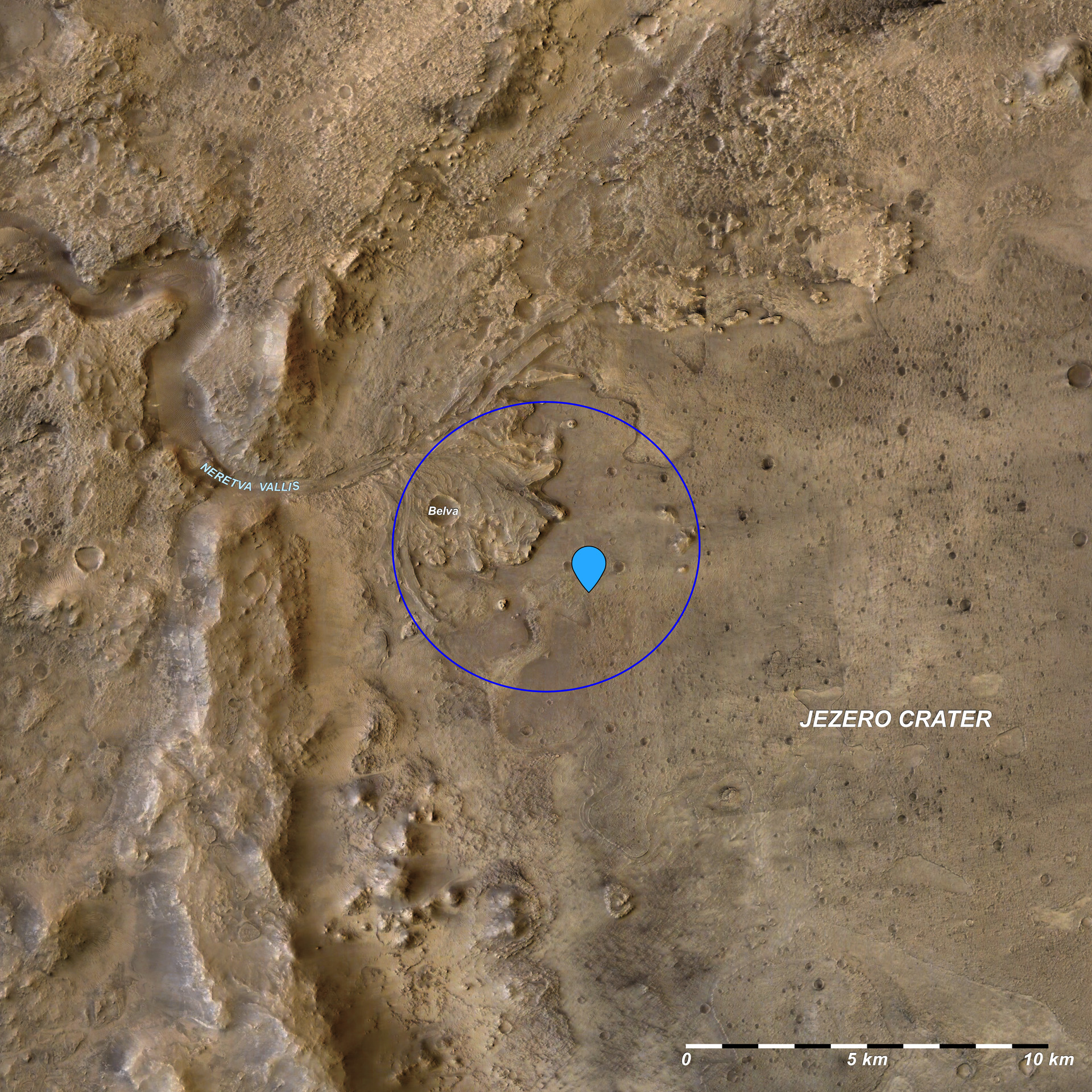
Harta de localizare a rover-ului Perseverance (18 februarie 2021)